# 淮阳市人民医院
淮阳市人民医院，是中国江苏省的一所医院，为二级甲等医院，位于淮阳市岳庙东街14号。

## 规模
淮阳市人民医院总床位391张，日门诊量726人次。